# Barbados szenátusa
A barbadosi Szenátus Barbados kétkamarás parlamentjének felsőháza . A Szenátus legitimitását Barbados alkotmányának V. fejezete biztosítja.  Ez a két kamara közül a kisebbik. A szenátust 1964-ben hozták létre, hogy felváltsa a korábbi, törvényhozó tanács néven ismert testületet. A barbadosi jogszabályok megalkotása és felülvizsgálata mellett a szenátus általában felülvizsgálja a képviselőház (alsóház) által jóváhagyott jogszabályokat. A szenátus egyik fő korlátozása, hogy nem hozhat monetáris vagy költségvetési törvényjavaslatokat. A szenátusba kinevezett nem politikai tagok többségét a barbadosi elnök választja ki a barbadosi civil társadalmi szervezetek, munkáskollektívák és közszervezetek közül. Mielőtt Barbados 2021. november 30-án köztársasággá vált, ezeket a feladatokat a főkormányzó látta el, aki a mára már megszűnt barbadosi monarchia alkirálya volt.
Barbados alkotmánya szerint 7 szenátort az elnök saját belátása szerint, 12-t a miniszterelnök, 2-t pedig az ellenzék vezetőjének tanácsára választanak.  Ellenzéki vezető távollétében az elnök 2 további szenátort nevez ki, így a függetlenek teljes száma 9-re emelkedik.  A Szenátus évente 20-25 napig ülésezik. A Szenátus és a Képviselőház megbízatása öt év;  mindkét kamarát minden választás előtt feloszlatják.

## Összetétel
A 21 barbadosi szenátort hivatalosan az elnök nevezi ki, de ezt a feladatot, mint az elnök legtöbb feladatát, mások tanácsára végzi. Az elnök 12 szenátort a miniszterelnök tanácsára, kettőt pedig az ellenzék vezetőjének tanácsára nevez ki. Ez azt jelenti, hogy a miniszterelnök ténylegesen 12 szenátort, az ellenzéki vezető pedig 2 szenátort nevezhet ki. A fennmaradó hét szenátort az elnök saját belátása szerint nevezi ki (vagyis az elnök nem köteles más politikai vezetők tanácsát figyelembe venni ezekben a kinevezésekben), hogy képviseljék Barbados különböző vallási, társadalmi, gazdasági vagy egyéb érdekeit. Ha nincs ellenzéki vezető a parlamentben (azaz ha egy párt elsöprő győzelmet arat, és mind a 30 helyet megszerez a képviselőházban, mint 2018-ban és 2022-ben), akkor az elnök a fennmaradó két szenátort az ellenzék helyett nevezi ki, így 9 független szenátor lesz.
A potenciális szenátoroknak bizonyos kritériumoknak kell megfelelniük, mielőtt a felsőházba jelölhetik őket. A kinevezéshez legalább 21 éves barbadosi állampolgárnak kell lennie, aki az elmúlt tizenkét hónapban az országban élt. Nem jogosult a kinevezésre, ha csődben van, mentális betegségben szenved, külföldi államhoz hűséges, halálbüntetést szabtak ki rá, hat hónapnál hosszabb ideig börtönben volt, vagy választási csalásért, hazaárulásért vagy más becstelen cselekményért elítélték. Továbbá a szenátor nem lehet köztisztviselő, a fegyveres erők vagy a rendőrség tagja, bíró, ügyész, ellenőr vagy a képviselőház jelenlegi tagja.  A szenátorok öt évig szolgálnak.

## Hatalmak
Alkotmányosan mind a Szenátus, mind a Közgyűlés Háza nagyrészt ugyanazokkal a hatáskörökkel rendelkezik, azonban a Westminster-rendszer más parlamentjeihez hasonlóan az alsóház domináns. Minden törvényjavaslatot mindkét házban be lehet nyújtani és módosítani, kivéve a pénzügyi törvényjavaslatokat; a pénzügyi törvényjavaslatok mindig a Közgyűlés Házától származnak, és a Szenátus korlátozott a módosítások tekintetében. Ha a költségvetést a Közgyűlés Háza jóváhagyja, de a Szenátus egy hónapon belül nem hagyja jóvá módosítás nélkül, akkor azt közvetlenül az elnökhöz lehet benyújtani. Ha a Közgyűlés Háza két egymást követő ülésszakon kétszer is jóváhagy egy rendes törvényjavaslatot, de a Szenátus egyik alkalommal sem, akkor azt szintén közvetlenül az elnökhöz lehet benyújtani.

## Tisztek
Az ülésszak kezdetén a szenátus elnököt és alelnököt választ, akik nem lehetnek miniszterek vagy parlamenti titkárok. A szenátus elnöke általában csak szavazategyenlőség esetén szavaz. A szenátus elnöke megbízott elnökként jár el, ha Barbados elnökét felfüggesztik hivatalából a folyamatban lévő impeachment-eljárás miatt.

## Fordítás
Ez a szócikk részben vagy egészben  a   Senate of Barbados című angol Wikipédia-szócikk ezen változatának fordításán alapul.  Az eredeti cikk szerkesztőit annak laptörténete sorolja fel. Ez a jelzés csupán a megfogalmazás eredetét és a szerzői jogokat jelzi, nem szolgál a cikkben szereplő információk forrásmegjelöléseként.

## Lásd még
- Barbados politikája
- Barbadosi szenátorok listája

## Referenciák
- A parlamentről – Szenátus, Interparlamentáris Unió

## Külső linkek
- A barbadosi parlament – a szenátus